# Bacourt
Bacourt és un municipi francès, situat al departament del Mosel·la i a la regió del Gran Est. L'any 2007 tenia 113 habitants.

## Demografia

### Població
El 2007 la població de fet de Bacourt era de 113 persones. Hi havia 44 famílies, de les quals 12 eren unipersonals (8 homes vivint sols i 4 dones vivint soles), 16 parelles sense fills i 16 parelles amb fills.
La població ha evolucionat segons el següent gràfic:
Habitants censats

### Habitatges
El 2007 hi havia 54 habitatges, 44 eren l'habitatge principal de la família, 4 eren segones residències i 6 estaven desocupats. 52 eren cases i 1 era un apartament. Dels 44 habitatges principals, 41 estaven ocupats pels seus propietaris, 2 estaven llogats i ocupats pels llogaters i 1 estava cedit a títol gratuït; 1 tenia tres cambres, 10 en tenien quatre i 33 en tenien cinc o més. 31 habitatges disposaven pel capbaix d'una plaça de pàrquing. A 18 habitatges hi havia un automòbil i a 19 n'hi havia dos o més.

### Piràmide de població
La piràmide de població per edats i sexe el 2009 era:
| Homes | Edats   | Dones |
| ----- | ------- | ----- |
| 0     | 95 o +  | 0     |
| 0     | 90 a 94 | 0     |
| 0     | 85 a 89 | 0     |
| 0     | 80 a 84 | 4     |
| 0     | 75 a 79 | 0     |
| 4     | 70 a 74 | 0     |
| 4     | 65 a 69 | 8     |
| 4     | 60 a 64 | 0     |
| 0     | 55 a 59 | 0     |
| 8     | 50 a 54 | 8     |
| 8     | 45 a 49 | 4     |
| 4     | 40 a 44 | 16    |
| 0     | 35 a 39 | 0     |
| 4     | 30 a 34 | 0     |
| 12    | 25 a 29 | 0     |
| 0     | 20 a 24 | 4     |
| 8     | 15 a 19 | 8     |
| 8     | 10 a 14 | 8     |
| 4     | 5 a 9   | 0     |
| 4     | 0 a 4   | 0     |

## Economia
El 2007 la població en edat de treballar era de 73 persones, 51 eren actives i 22 eren inactives. Les 51 persones actives estaven ocupades(29 homes i 22 dones).. De les 22 persones inactives 5 estaven jubilades, 5 estaven estudiant i 12 estaven classificades com a «altres inactius».
Activitats econòmiques
Dels 4 establiments que hi havia el 2007, 1 era d'una empresa extractiva, 1 d'una empresa de construcció, 1 d'una empresa de comerç i reparació d'automòbils i 1 d'una empresa immobiliària.
L'únic servei als particulars que hi havia el 2009 era un paleta.
L'únic establiment comercial que hi havia el 2009 era una botiga de mobles.
L'any 2000 a Bacourt hi havia 4 explotacions agrícoles.

## Poblacions més properes
El següent diagrama mostra les poblacions més properes.